# Emin Boztepe
Emin Boztepe (Eskişehir, 1962) è un artista marziale turco.
È un maestro dell'arte marziale cinese wing chun.

## Biografia
Da bambino si trasferì in Germania con la famiglia, e cominciò la pratica di varie arti marziali, finché, intorno al 1980, conobbe Keith R. Kernspecht, ne divenne allievo e cominciò ad apprendere il wing chun.
Nei primi anni novanta venne inviato da Kernspecht ad aprire scuole di wing chun negli Stati Uniti d'America, Canada e Messico.
Nel 2001, a seguito di divergenze con Kernspecht e Leung Ting, abbandonò l'EWTO (la federazione presieduta da Kernspecht) e fondò una propria federazione, l'EBMAS (Emin Boztepe Martial Art System), con scuole presenti in tutto il mondo.
Attualmente vive ed insegna in California.

## Filmografia
- Panzehir (2014)